# أهنغ (جزين)
أهنغ (بالفارسية: آهنگ) هي قرية تقع في إيران في قسم جزين الريفي. يقدر عدد سكانها بـ 425 نسمة بحسب إحصاء 2016.